# Endomembransystem
Als Endomembransystem oder inneres Membransystem wird die Gesamtheit der membranumschlossenen Zellkompartimente bezeichnet, die durch Vesikeltransport miteinander verbunden sind. Es setzt sich aus dem Endoplasmatischen Reticulum (raues und glattes), dem Golgi-Apparat, der Plasmamembran, der äußeren Kernhülle bzw. dem perinucleären Raum, Endosomen, Vakuole, Lysosomen und Transportvesikeln zusammen. Auch Peroxisomen konnten 2009 als Teil des Endomembransystems identifiziert werden. Im Gegensatz dazu sind Mitochondrien und Plastiden keine Bestandteile des Endomembransystems.
Das Lumen all dieser Organellen wird als exoplasmatisch bezeichnet, d. h. alles, was von diesen Membranen eingeschlossen ist, kann aus der Zelle herauskommen, ohne eine Membran zu überschreiten.

Endomembransystem einer eukaryotischen Zelle (Euzyte)

Innerhalb des Endomembransystems verläuft der Proteintransport über den sekretorischen Weg. Die Proteine werden cotranslational durch ein Signalpeptid über die Membran des Endoplasmatischen Retikulums transportiert. Der weitere Transport verläuft über Vesikel.